# La strada di Paolo
La strada di Paolo è un film del 2011 diretto da Salvatore Nocita.
Il film è stato presentato alla VI edizione del Festival Internazionale del Film di Roma, nell'ambito "risonanze".

## Trama
Paolo è un camionista ed un giorno si trova ad andare in Terra santa per una consegna. Nonostante il suo profondo scetticismo, il viaggio ben presto si trasforma in un viaggio che inizia a parlare direttamente a lui di Dio, fede, grazia e carità.
L'atmosfera della Terra Santa assieme alle parole di Gabrielle aprono a Paolo una nuova via.